# 中根正盛
中根 正盛（なかね まさもり）は、江戸幕府の旗本。役職は御側、大目付。官職は壱岐守。

## 略歴
徳川秀忠（2代将軍）の小姓に召し出された。大番組を経て徳川家光（3代将軍）時代の小納戸役、やがて御側（後の側用人）に進み、徳川家綱（4代将軍）時代まで大目付として諸国の監視を務める。
寛永9年（1632年）に中根平十郎正盛は、小納戸を拝命した。
寛永10年（1633年）以来、家光の側近たちは老中や六人衆（後の若年寄）となって、幕府の日常的政務を処理するようになる。
寛永11年（1634年）正月以降に中根は御側（側用人）に補任され、配下として与力22騎をあづけられた。
寛永12年（1635年）10月ごろに家光は中根を幕閣との取次役として、正規の監察機構とは別に監察権限を与えて幕藩体制社会全般の動向を把握させ、評定所へ出座させることにより幕府行政をも監察させ、家光への情報チャンネルとした。その他、久能山や日光山の巡視、御家人の宅地査察、京・大坂・堺の巡察等の監察も中根によって執り行われた。
寛永14年（1637年）に島原の乱が勃発した。中根は配下を派遣して、反乱軍の動きを詳細に調べさせた。討伐上使の松平信綱配下の甲賀忍者の一隊が、一揆軍の立て籠った原城に潜入調査し、城内の兵糧が残り少ないことを確認したという記録があり、これが忍者が合戦で最後に活躍した例である、と言われている。
寛永15年（1638年）に堀田正盛が老中から家光の御側に回り、中根正盛と2人で家光のブレーンとなった。中根による諸事の監察に加え、堀田の近侍からの政務参与は、家光の独裁政治の一支柱を成すものとなった。土井利勝・酒井忠勝の門閥譜代は大老に棚上げされ、彼らの子2人も若年寄から罷免される。ここに御側（堀田正盛・中根正盛）と老中（松平信綱・阿部忠秋）の家光体制が成立した。
この年、中根は従五位下壱岐守に叙任し、寛永17年（1640年）には知行5000石を領した。
寛永18年（1641年）にオランダ商館を長崎の出島に移し、幕府は管理貿易を行うようになり鎖国体制が完成した。
寛永20年（1643年）に福岡藩が藩領内の大島で、キリスト教の布教のために潜入した異国船を発見し、乗組員を捕らえた。この藩の速やかな対処を賞した老中奉書を携え、中根が上使として筑前へ赴いた。自身もこの事を賞する書状をしたためた 。島原の乱による衝撃から、キリシタンの摘発および処断はより厳重となっていた。
同年10月に後光明天皇の御即位の賀により、中根は御使として京師へ赴き、それに伴い大坂城中および住吉天王寺のほとりを巡視した。
慶安4年（1651年）に由井正雪らを首謀者とする慶安の変が起きた。これは、歪んだ幕政への諫言、浪人救済が目的の謀反行動といわれた。中根は配下を諸方に派遣して事件の背後（幕臣中の武功派勢力と正雪との関係）を徹底的に詮索し、特に紀州の動きを注視した。密告者の多くは、松平信綱や中根が前々から神田連雀町の裏店にある正雪の学塾に、門人として潜入させておいた者であった。密告により、計画が露見し自決を余儀なくされた正雪の遺品から、紀州藩主・徳川頼宣の書状が見つかり、頼宣の計画への関与が疑われた。しかし後に、この書状は偽造であったとされ、表立った処罰は受けなかったものの、頼宣は武功派の盟主であったがために、信綱と中根の謀計によって幕政批判の首謀者とされ、10年間、紀州への帰国は許されず、江戸城内で暮らした。頼宣の失脚により武功派勢力は一掃された。

## 活躍
諸大名・旗本と将軍との取次ぎ、その役目から各地の大名や幕臣の情報が集り、配下は与力20余騎を手足のように使い情報収集を行い、諸国の様子の監視に努め、評定所出座、将軍家寺社の管理などを行い、かつ隠密機関の元締めであり、近代的側近の嚆矢であるとされている。

## 人物
「式日には評定の席に列り、諸奉行等が公事決断の旨を上聴に達し、ならびに御家門国主城主等への密事を奉はり、在国の輩より国家の安否みな正盛について達す」と称され、また、家光の信任が厚く権威を有していた。
「中根壱岐守、比類なき出頭故、威勢つよく、奧向きにては老中も手をつきあひさつ也、表向きへ出座の節は、老中列座の座敷へ入る事罷り成らず候、是は上よりかようになされかけ候故か、右の通り出頭にて候らへども、御一生の内五千石也、あまりに威勢つよく候故、わざと禄はかろく遊ばされ差し置かれ候か、」と林鳳岡により評されており、老臣といへども中根に向ては手を下して応対する程の権勢を誇ったという。
最後まで自分の言ったことを貫き通す人間だったとも言われ、時には家光の意見でさえ、中根の考えに反していれば、決して自分の意思を曲げることはなかったと伝えられている。また、たいへんな能書家でもあったという。

## 公儀隠密の元締説
家光の意向を背景に権勢を振い、配下の廻国者で組織している隠密機関を、幕閣という政府組織の一角に機関として組織化し、情報網を構築し掌握した。老中・諸大名の監察を任とし、配下の隠密機関の元締めとして諜報活動による勲功を賞され、また、重臣の一人としてキリシタン弾圧を強固なものとして推し進めた。これらのことから、公儀隠密の元締として小説や漫画に描かれるようになった。